# Medlemmer af Kommunalbestyrelsen på Frederiksberg 2018-2021
Til kommunalbestyrelsen på Frederiksberg indvalgtes 25 medlemmer, heraf valgtes 1 borgmester, 2 viceborgmestre samt 10 rådmænd. Mandatfordelingen var som følger:
- C - Det Konservative Folkeparti: 11
- A - Socialdemokratiet: 4
- Ø - Enhedslisten: 3
- B - Det Radikale Venstre: 3
- V - Venstre: 1
- F - Socialistisk Folkeparti: 1
- Å - Alternativet: 1
- I: Liberal Alliance: 1

| Navn                       | Parti                       | Bemærkninger                     |
| -------------------------- | --------------------------- | -------------------------------- |
| Simon Aggesen              | Det Konservative Folkeparti | Borgmester siden 18. marts 2019  |
| Balder Mørk Andersen       | Socialistisk Folkeparti     | Rådmand                          |
| Mette Bram                 | Alternativet                | Rådmand                          |
| Flemming Brank             | Det Konservative Folkeparti | Rådmand                          |
| Nikolaj Bøgh               | Det Konservative Folkeparti | Rådmand                          |
| Alexandra Dessoy           | Det Konservative Folkeparti | Rådmand                          |
| Thyge Enevoldsen           | Enhedslisten                | Rådmand                          |
| Jørgen Glenthøj            | Det Konservative Folkeparti | Borgmester indtil 18. marts 2019 |
| Sine Heltberg              | Socialdemokratiet           |                                  |
| Merete Winther Hildebrandt | Det Konservative Folkeparti |                                  |
| Brian Holm                 | Det Konservative Folkeparti |                                  |
| Carina Høedt               | Det Konservative Folkeparti |                                  |
| Jan E. Jørgensen           | Venstre                     | 1. viceborgmester samt rådmand   |
| Ruben Kidde                | Radikale Venstre            |                                  |
| Mette Bang Larsen          | Enhedslisten                |                                  |
| Laura Lindahl              | Liberal Alliance            | Rådmand                          |
| Lone Loklindt              | Radikale Venstre            | Rådmand                          |
| Malte Mathies Løcke        | Socialdemokratiet           |                                  |
| Daniel Panduro             | Enhedslisten                |                                  |
| Fasael Rehman              | Det Konservative Folkeparti |                                  |
| Helle Sjelle               | Det Konservative Folkeparti |                                  |
| Karsten Skawbo-Jensen      | Det Konservative Folkeparti |                                  |
| Michael Vindfeldt          | Socialdemokratiet           | 2. viceborgmester samt rådmand   |
| Gunvor Wibroe              | Socialdemokratiet           |                                  |
| David Munis Zepernick      | Radikale Venstre            |                                  |